# 日本きのこ学会
日本きのこ学会（にほんきのこがっかい、英:Japanese Society of Mushroom Science and Biotechnology）は、きのこを対象とした科学および技術の研究を目的とした学術団体である。1989年に前身となるきのこ技術集談会が発足。1997年に日本応用きのこ学会に改組し、2006年に日本きのこ学会に改称。

## 概要
- きのこに関する科学および技術の研究。
- 会員数：約450名

## 大会
- 「日本きのこ学会大会」年1回

## 学会誌
- 「日本きのこ学会誌」 年4刊